# 向田邦子シリーズ
『向田邦子シリーズ』（むこうだくにこシリーズ）は、1985年から2001年までTBS系「恋はミステリー劇場」・「水曜ドラマスペシャル」・「土曜ドラマスペシャル」・「月曜ドラマスペシャル」・「特別番組枠」で放送されたテレビドラマシリーズ。16年間で全24回。

## 向田邦子新春スペシャル・眠る盃

### キャスト（眠る盃）
- 工藤夕貴、森繁久彌、八千草薫、小林亜星、加藤治子、イッセー尾形、渡辺えり子、梅宮辰夫、諏訪部賢史、田中麻美、牧田正嗣、湯沢勉、伊藤克彦、久保晶、石黒正男、香山エリ、石井愃一

### スタッフ（眠る盃）
- ナレーション：黒柳徹子
- 脚本：柴英三郎
- プロデューサー：三浦寛二
- 演出：久世光彦
- 原案：向田邦子『眠る盃』『夜中の薔薇』
- 企画協力：逸見稔
- 音楽：小林亜星
- 制作：TBS、KANOX

## 向田邦子新春スペシャル・夜中の薔薇

### キャスト（夜中の薔薇）
- 石原真理子、いしだあゆみ、小林亜星、加藤治子、小林薫、風吹ジュン、渡辺えり子、イッセー尾形、殿山泰司、ケーシー高峰、横山道代、河合美智子、風見りつ子、南きよみ、加納綾、仁科扶紀、渡辺冨美子、市川千恵子、北見治一、津村隆、中村由起子、岸加奈子、小林朝夫、笹野高史

### スタッフ（夜中の薔薇）
- ナレーション：黒柳徹子
- 脚本：柴英三郎
- プロデューサー：三浦寛二
- 演出：久世光彦
- 原案：向田邦子『眠る盃』『夜中の薔薇』
- 企画協力：逸見稔
- 音楽：小林亜星
- 制作：TBS、KANOX

## 向田邦子新春スペシャル・冬の家族

### キャスト（冬の家族）
- 桃井かおり、小林亜星、加藤治子、小林薫、丹阿弥谷津子、風吹ジュン、渡辺えり子、イッセー尾形、森本レオ、河合美智子、金沢碧、鈴木瑞穂、牧田正嗣、湯沢勉、竹内のぶし、石井愃一、高田純次、岡本麗、舟倉由佑子、徳久広司、中島大介、及川ヒロオ

### スタッフ（冬の家族）
- ナレーション：黒柳徹子
- 脚本：柴英三郎
- プロデューサー：三浦寛二
- 演出：久世光彦
- 原案：向田邦子『眠る盃』『夜中の薔薇』
- 企画協力：逸見稔
- 音楽：小林亜星
- 制作：TBS、KANOX

## 向田邦子新春特別企画・女の人差し指

### キャスト（女の人差し指）
- 田中裕子、加藤治子、小林薫、四谷シモン、洞口依子、浦里はる美、椎谷建治、石橋雅史、岡本達哉、桑名良輔、天現寺竜、湯沢勉、小松明義、大友町子、恩田恵美子、橘雪子

### スタッフ（女の人差し指）
- ナレーション：黒柳徹子
- 脚本：寺内小春
- プロデューサー：三浦寛二、太田登
- 演出：久世光彦
- 原案：向田邦子『女の人差し指』『眠る盃』
- 企画協力：逸見稔
- 音楽：小林亜星
- 制作：TBS、KANOX

## 向田邦子新春スペシャル・麗子の足

### キャスト（麗子の足）
- 田中裕子、今井美樹、加藤治子、森繁久彌、永島敏行、佐藤慶、山内明、横山道代、速水昌未、藤代佳子、南美江、塩見三省、奈月ひろ子、成瀬正孝、上田綾、宮城健太郎、津山栄一、一橋大介、山梨桂子、由花ゆかり、武田留美子、吉江芳成、山下信広、高市好行、山下徳久、鈴木秀樹、木曽秋一、服部多香子

### スタッフ（麗子の足）
- ナレーション：黒柳徹子
- 脚本：寺内小春
- プロデューサー：三浦寛二、太田登
- 演出：久世光彦
- 原案：向田邦子『眠る盃』『無名仮名人名簿』
- 企画協力：逸見稔
- 音楽：小林亜星
- 制作：TBS、KANOX

## 向田邦子新春スペシャル・男どき女どき

### キャスト（男どき女どき）
- 田中裕子、小林薫、三木のり平、加藤治子、久我螢子、三浦賢二、波乃久里子、渡辺えり子、木内みどり、すまけい、石橋雅史、有福正志、五野上力、杉山孝、中西和久、高野守、和久井志保、藤田龍美、横山光佐、ロジャー・E・アレン、清水万紀夫、小川俊彦、中川喜弘、辻村昭一、中沢忠孝、青島信幸、江夏ルミ、裕幸二

### スタッフ（男どき女どき）
- ナレーション：黒柳徹子
- 脚本：寺内小春
- プロデューサー：三浦寛二、太田登
- 演出：久世光彦
- 原案：向田邦子『男どき女どき』『父の詫び状』
- 企画協力：逸見稔
- 音楽：小林亜星
- 制作：TBS、KANOX

## 向田邦子新春スペシャル・わが母の教えたまいし

### キャスト（わが母の教えたまいし）
- 田中裕子、小林薫、加藤治子、田村高廣、曽根由加、南果歩、渡辺えり子、四谷シモン、浦辺粂子、北見治一、山崎満、豊竹秀一、神田雄次、谷津勲、水谷ゆり

### スタッフ（わが母の教えたまいし）
- ナレーション：黒柳徹子
- 脚本：金子成人
- プロデューサー：三浦寛二、太田登、片島謙二
- 演出：久世光彦
- 原案：向田邦子『眠る盃』『はめ殺しの窓』
- 企画協力：逸見稔
- 音楽：小林亜星
- 制作：TBS、KANOX

## 向田邦子新春スペシャル・隣りの神様

### キャスト（隣りの神様）
- 田中裕子、小林薫、加藤治子、すまけい、中村橋之助、国生さゆり、横山道代、曽根由加、仲谷昇、深水三章、沼田爆、築山万有美、北見治一、後藤緑、明石良

### スタッフ（隣りの神様）
- ナレーション：黒柳徹子
- 脚本：金子成人
- プロデューサー：三浦寛二、太田登、片島謙二
- 演出：久世光彦
- 原案：向田邦子『父の詫び状』『眠る盃』
- 企画協力：逸見稔
- 音楽：小林亜星
- 制作：TBS、KANOX

## 向田邦子新春シリーズ・女正月

### キャスト（女正月）
- 神山いち乃：田中裕子
- 中原博之：小林薫
- 神山里子：加藤治子
- 神山まき恵：南果歩
- 田久保誠一：岸部一徳
- 神山みさ代：曽根由加
- 神山健一郎：金山一彦
- 渡辺満里奈、風吹ジュン、横山道代、沢向要士、石橋雅史、江幡高志、近藤誠、斉藤暁、趙方豪、長谷有洋、瀬戸陽一郎、狩野修平、津田卓也、安達義也、山本歩、安藤圭一、梶浦千枝、綜芸企画

### スタッフ（女正月）
- ナレーション：黒柳徹子
- 脚本：金子成人
- プロデューサー：三浦寛二、太田登、片島謙二
- 演出：久世光彦
- 原案：向田邦子『男眉』『夜中の薔薇』
- 企画協力：逸見稔
- 音楽：小林亜星
- 制作：TBS、KANOX

## 向田邦子新春スペシャル・華燭

### キャスト（華燭）
- 溝呂木佐和：田中裕子
- 溝呂木滝子：相楽晴子
- 溝呂木要：小林薫
- 溝呂木梅子：加藤治子
- 市太郎：坂東八十助
- 山内明、四谷シモン、山乃廣美、段田安則、高木均、庄司永建、及川ヒロオ、立原美穂、三上瓔子、西川ひろみ、綜芸企画、東京宝映

### スタッフ（華燭）
- ナレーション：黒柳徹子
- 脚本：金子成人
- プロデューサー：三浦寛二、太田登、岡田裕克
- 演出：久世光彦
- 原案：向田邦子『かわうそ』『家族熱』
- 企画協力：逸見稔
- 音楽：小林亜星
- 制作：TBS、KANOX

## 向田邦子新春シリーズ・家族の肖像

### キャスト（家族の肖像）
- 田野倉琴子：田中裕子
- 田野倉里子：加藤治子
- 田野倉新子：相楽晴子
- 田野倉小夜：林美穂
- 川島伸子：鎗田美保
- 小林薫、江波杏子、山内明、横山道代、四谷シモン、村上幹夫、高木真美子、相田美和、綜芸企画、劇団ひまわり、セントラル子供タレント

### スタッフ（家族の肖像）
- ナレーション：黒柳徹子
- 脚本：金子成人
- プロデューサー：三浦寛二、太田登、岡田裕克
- 演出：久世光彦
- 原案：向田邦子『男どき女どき』『夜中の薔薇』
- 企画協力：逸見稔
- 音楽：小林亜星
- 制作：TBS、KANOX

## 向田邦子新春シリーズ・いとこ同志

### キャスト（いとこ同志）
- 向坂静江：田中裕子
- 野々村勝利：小林薫
- 向坂久江：相楽晴子
- 向坂亀子：井出薫
- 向坂里子：加藤治子
- 中井：四谷シモン
- 宮部達郎：杉本哲太
- 向坂一郎：渡辺いっけい
- 藤田敏八、天衣織女、岩崎加根子、西牟田恵、中野理絵、山崎満、三上瓔子、浜田道彦、曽雌達人、長田奈麻、摩宮千春、山田飛美、綜芸企画、東京児童劇団

### スタッフ（いとこ同志）
- ナレーション：黒柳徹子
- 脚本：金子成人
- プロデューサー：三浦寛二、太田登、岡田裕克
- 演出：久世光彦
- 原案：向田邦子『眠る盃』『無名仮名人名簿』
- 企画協力：逸見稔
- 音楽：小林亜星
- 制作：TBS、KANOX

## 向田邦子新春シリーズ・風を聴く日

### キャスト（風を聴く日）
- 原沢絹子：田中裕子
- 原沢晶子：小泉今日子
- 原沢里子：加藤治子
- 原沢浩二郎：菅原謙次
- 公作：鶴見辰吾
- 浩三：藤田敏八
- 原沢愛子：林美穂
- 風吹ジュン、高田敏江、小林滋央、四谷シモン、中村扇雀、亀谷遊、松田隆治、綜芸企画、ひまわり、セントラル子供タレント

### スタッフ（風を聴く日）
- ナレーション：黒柳徹子
- 脚本：金子成人
- プロデューサー：三浦寛二、太田登
- 演出：久世光彦
- 原案：向田邦子『思い出トランプ』『夜中の薔薇』
- 企画協力：逸見稔
- 音楽：小林亜星
- 制作：TBS、KANOX

## 向田邦子終戦特別企画・いつか見た青い空

### キャスト（いつか見た青い空）
- 雨宮佳代：岸惠子
- 雨宮文子：清水美砂
- 雨宮浩一：筒井道隆
- お春：江波杏子
- 須藤：椎名桔平
- 辰夫：藤田敏八
- 戸田菜穂、林美穂、四谷シモン、髙田次郎、小須田康人、森山米次、柴田理恵、木島秀夫、森康子、永井秀樹、安本卓史、戸沢佑介、綜芸企画、セントラル子供タレント

### スタッフ（いつか見た青い空）
- ナレーション：黒柳徹子
- 脚本：山元清多
- プロデューサー：三浦寛二、太田登
- 演出：久世光彦
- 原作：向田邦子『父の詫び状』『眠る盃』
- 企画協力：逸見稔
- 音楽：小林亜星
- 制作：TBS、KANOX

## 向田邦子新春シリーズ・響子

### キャスト（響子）
- 池谷響子：田中裕子
- 池谷とき：加藤治子
- 省三：小林薫
- 池谷常吉：森繁久彌
- 慎太郎：筒井康隆
- 池谷信子：洞口依子
- 道子：金久美子
- 吉行和子、柳ユーレイ、四谷シモン、藤田敏八、北村大造、城間章子、藤あけみ、明日香まゆ美、深沢エミ、中村敦子、綜芸企画、劇団東俳

### スタッフ（響子）
- 脚本：筒井ともみ
- プロデューサー：三浦寛二、太田登
- 演出：久世光彦
- 原案：向田邦子『思い出トランプ』『眠る盃』、松山巌『闇のなかの石』
- 企画協力：逸見稔
- 音楽：小林亜星
- 制作：TBS、KANOX

## 向田邦子終戦特別企画・言うなかれ、君よ、別れを

### キャスト（言うなかれ、君よ、別れを）
- 朝比奈絹江：岸惠子
- 浦島壇吉：小林薫
- 朝比奈真琴：清水美砂
- 小田切：椎名桔平
- 戸田菜穂、田畑智子、荻野目慶子、林美穂、佐々木征史、津久井啓太、内田春菊、藤田敏八、四谷シモン、小林亜星、綜芸企画、セントラル子供タレント

### スタッフ（言うなかれ、君よ、別れを）
- ナレーション：黒柳徹子
- 脚本：山元清多
- プロデューサー：三浦寛二、太田登
- 演出：久世光彦
- 原作：向田邦子『霊長類ヒト科動物図鑑』『父の詫び状』
- 音楽：小林亜星
- 制作：TBS、KANOX

## 向田邦子新春シリーズ・空の羊

### キャスト（空の羊）
- 桂木松乃：田中裕子
- 磯島光太郎：小林薫
- 桂木五海：戸田菜穂
- 桂木七重：田畑智子
- 富之介：名古屋章
- 桂木里子：加藤治子
- 萩原聖人、西島秀俊、三木のり平、四谷シモン、津久井啓太、柳愛里、田村元治、恩田恵美子、金子浩子、落合瑠美、長田奈麻、西野慶子、新井竜、城間章子、戸沢佑介、綜芸企画、セントラル子供タレント

### スタッフ（空の羊）
- ナレーション：黒柳徹子
- 脚本：金子成人
- プロデューサー：三浦寛二、太田登
- 演出：久世光彦
- 原案：向田邦子『眠る盃』『父の詫び状』
- 音楽：小林亜星
- 制作：TBS、KANOX

## 向田邦子終戦特別企画・蛍の宿

### キャスト（蛍の宿）
- 三枝すず子：岸惠子
- 三枝冬子：清水美砂
- 三枝かおる：田畑智子
- シズ：戸田菜穂
- セツ子：荻野目慶子
- 稲垣：椎名桔平
- 南：山本太郎
- 政次：小林薫
- 藤田敏八、四谷シモン、髙田次郎、大沢健、モロ師岡、中山弟吾朗、長谷川朝晴、戸田知新、内田春菊、柴田理恵、磯村千花子、加賀谷純一、松村明、安達香代子、綜芸企画、セントラル子供タレント

### スタッフ（蛍の宿）
- ナレーション：黒柳徹子
- 脚本：山元清多
- プロデューサー：三浦寛二、太田登
- 演出：久世光彦
- 原案：向田邦子『父の詫び状』『眠る盃』
- 音楽：小林亜星
- 制作：TBS、KANOX

## 向田邦子新春シリーズ・終わりのない童話

### キャスト（終わりのない童話）
- 寺崎かなえ：田中裕子
- 滝子：小泉今日子
- 寺崎里子：加藤治子
- 津雲浩太郎：石堂淑朗
- 修造：萩原聖人
- 寺崎庄一郎：勝村政信
- 寺崎菊江：田畑智子
- モロ師岡、四谷シモン、岩崎加根子、梅沢昌代、森内睦人、加世幸市、山崎満、恩田惠美子、戸沢佑子、佐々木征史、辻マコト、MAKOTO、綜芸企画、セントラル子供タレント

### スタッフ（終わりのない童話）
- ナレーション：黒柳徹子
- 脚本：金子成人
- プロデューサー：三浦寛二、太田登
- 演出：久世光彦
- 原案：向田邦子『眠る盃』『父の詫び状』
- 音楽：小林亜星
- 制作：TBS、KANOX

## 向田邦子終戦特別企画・昭和のいのち

### キャスト（昭和のいのち）
- 高村麻子：岸惠子
- 高村幸子：清水美砂
- 高村和子：戸田菜穂
- 高村洋子：田畑智子
- 男：小林薫
- 松居直美、四谷シモン、北村一輝、高田敏江、藤田敏八、半海一晃、山本密、笹岡兄、松村朋子、富岡美智子、村田友里、中里美保、藤真利子、綜芸企画、セントラル子供劇団

### スタッフ（昭和のいのち）
- ナレーター：黒柳徹子
- 脚本：山元清多
- プロデューサー：三浦寛二、太田登
- 演出：久世光彦
- 原案：向田邦子『父の詫び状』『眠る盃』
- 音楽：小林亜星
- 制作：TBS、KANOX

## 向田邦子新春スペシャル・小鳥のくる日

### キャスト（小鳥のくる日）
- 神林みさお：田中裕子
- 順造：小林薫
- 神林里子：加藤治子
- 戸田菜穂、田畑智子、町田康、今井雅之、岩崎加根子、四谷シモン、津久井啓太、上村依子、笹岡兄、長田奈麻、原サチコ、小林純奈、吉川幸子、大沢惠里、小林秀子、綜芸企画、セントラル子供劇団

### スタッフ（小鳥のくる日）
- ナレーション：黒柳徹子
- 脚本：金子成人
- プロデューサー：三浦寛二、太田登
- 演出：久世光彦
- 原案：向田邦子『夜中の薔薇』『男どき女どき』
- 音楽：小林亜星
- 制作：TBS、KANOX

## 向田邦子終戦特別企画・あさき夢見し

### キャスト（あさき夢見し）
- 中島咲：岸惠子
- 中島今日子：清水美砂
- 柳史郎：小林薫
- 静江：藤村志保
- 定子：戸田菜穂
- 中島未来子：田畑智子
- 敏子：松居直美
- 秋代：内田春菊
- 三雲中尉：小林滋央
- 天本英世、四谷シモン、半海一晃、津久井啓太、モロ師岡、高島郷、蛭子能収、斎藤歩、泉田洋祐、増田英治、山田一弘、佐々木征史、三井智宏、穂積美幸、綜芸企画、セントラル子供劇団

### スタッフ（あさき夢見し）
- ナレーション：黒柳徹子
- 脚本：山元清多

プロデューサー：三浦寛二、太田登
- 演出：久世光彦
- 原案：向田邦子『眠る盃』『父の詫び状』
- 音楽：小林亜星
- 制作：TBS、KANOX

## 向田邦子新春ドラマ・あ・うん

### キャスト（あ・うん）
- 田中裕子、森繁久彌、小林薫、串田和美、樋口可南子、竹中直人、池脇千鶴、窪塚洋介、高田聖子、四谷シモン、柳谷寛、筒井真理子、伊東貴明、渋谷拓生、富岡美智子、小田泰子、伊東彩、緒方康子、伊藤聡子、石黒正男、綜芸企画、セントラル子供劇団、劇団ひまわり、東京児童劇団、劇団東俳、キャロット

### スタッフ（あ・うん）
- ナレーション：加藤治子
- 脚本：筒井ともみ
- プロデューサー：三浦寛二、太田登
- 演出：久世光彦
- 原作：向田邦子『あ・うん』（新潮文庫）
- 音楽：宮田吉雄
- 制作：TBS、KANOX

## さらば向田邦子・風立ちぬ

### キャスト（風立ちぬ）
- 川西たき乃：田中裕子
- 川西はつ江：宮沢りえ
- 川西里子：加藤治子
- 俊吉：小林薫
- 川西のぶ代：田畑智子
- 立花：町田康
- 河野中尉：小林滋央
- 戸田菜穂、串田和美、米倉斉加年、四谷シモン、長友啓典、津久井啓太、半海一晃、富岡美智子、高比良政勝、綜芸企画、セントラル子供劇団

### スタッフ（風立ちぬ）
- ナレーション：黒柳徹子
- 脚本：金子成人
- プロデューサー：三浦寛二、太田登
- 演出：久世光彦
- 原案：向田邦子『父の詫び状』『男どき女どき』
- 音楽：小林亜星
- 製作：TBS、KANOX

## 放送リスト

### 向田邦子新春シリーズ
| 作数    | 放送日         | タイトル             | 主演       | 原作                                                            | 脚本       | 監督     | 放送枠               | 視聴率 |
| ------- | -------------- | -------------------- | ---------- | --------------------------------------------------------------- | ---------- | -------- | -------------------- | ------ |
| 1 (1)   | 1985年01月09日 | 眠る盃               | 工藤夕貴   | 向田邦子「眠る盃」「夜中の薔薇」ほか                            | 柴英三郎   | 久世光彦 | 恋はミステリー劇場   | 13.8%  |
| 2 (2)   | 1985年01月16日 | 夜中の薔薇           | 石原真理子 | 向田邦子「眠る盃」「夜中の薔薇」ほか                            | 柴英三郎   | 久世光彦 | 恋はミステリー劇場   | 13.5%  |
| 3 (3)   | 1985年01月23日 | 冬の家族             | 桃井かおり | 向田邦子「眠る盃」「夜中の薔薇」ほか                            | 柴英三郎   | 久世光彦 | 恋はミステリー劇場   | 11.9%  |
| 4 (4)   | 1986年01月08日 | 女の人差し指         | 田中裕子   | 向田邦子「女の人差し指」「眠る盃」ほか                          | 寺内小春   | 久世光彦 | 水曜ドラマスペシャル | 17.1%  |
| 5 (5)   | 1987年01月07日 | 麗子の足             | 田中裕子   | 向田邦子「眠る盃」「無名仮名人名簿」ほか                        | 寺内小春   | 久世光彦 | 水曜ドラマスペシャル | 18.1%  |
| 6 (6)   | 1988年01月06日 | 男どき女どき         | 田中裕子   | 向田邦子「男どき女どき」「父の詫び状」ほか                      | 寺内小春   | 久世光彦 | 特別番組枠           |        |
| 7 (7)   | 1989年01月14日 | わが母の教えたまいし | 田中裕子   | 向田邦子「眠る盃」「はめ殺しの窓」ほか                          | 金子成人   | 久世光彦 | 土曜ドラマスペシャル | 12.0%  |
| 8 (8)   | 1990年01月04日 | 隣りの神様           | 田中裕子   | 向田邦子「父の詫び状」「眠る盃」ほか                            | 金子成人   | 久世光彦 | 特別番組枠           |        |
| 9 (9)   | 1991年01月07日 | 女正月               | 田中裕子   | 向田邦子「男眉」「夜中の薔薇」ほか                              | 金子成人   | 久世光彦 | 月曜ドラマスペシャル | 15.2%  |
| 10 (10) | 1992年01月06日 | 華燭                 | 田中裕子   | 向田邦子「かわうそ」「家族熱」ほか                              | 金子成人   | 久世光彦 | 月曜ドラマスペシャル | 21.2%  |
| 11 (11) | 1993年01月11日 | 家族の肖像           | 田中裕子   | 向田邦子「男どき女どき」「夜中の薔薇」ほか                      | 金子成人   | 久世光彦 | 月曜ドラマスペシャル | 14.2%  |
| 12 (12) | 1994年01月10日 | いとこ同志           | 田中裕子   | 向田邦子「眠る盃」「無名仮名人名簿」ほか                        | 金子成人   | 久世光彦 | 月曜ドラマスペシャル | 14.6%  |
| 13 (13) | 1995年01月09日 | 風を聴く日           | 田中裕子   | 向田邦子「思い出トランプ」「夜中の薔薇」ほか                    | 金子成人   | 久世光彦 | 月曜ドラマスペシャル | 13.4%  |
| 14 (15) | 1996年01月08日 | 響子                 | 田中裕子   | 向田邦子「思い出トランプ」「眠る盃」ほか 松山巌「闇のなかの石」 | 筒井ともみ | 久世光彦 | 月曜ドラマスペシャル | 13.7%  |
| 15 (17) | 1997年01月06日 | 空の羊               | 田中裕子   | 向田邦子「眠る盃」「父の詫び状」ほか                            | 金子成人   | 久世光彦 | 月曜ドラマスペシャル | 15.7%  |
| 16 (19) | 1998年01月12日 | 終わりのない童話     | 田中裕子   | 向田邦子「眠る盃」「父の詫び状」ほか                            | 金子成人   | 久世光彦 | 月曜ドラマスペシャル | 12.7%  |
| 17 (21) | 1999年01月11日 | 小鳥のくる日         | 田中裕子   | 向田邦子「夜中の薔薇」「男どき女どき」ほか                      | 金子成人   | 久世光彦 | 月曜ドラマスペシャル |        |
| 18 (23) | 2000年01月01日 | あ・うん             | 田中裕子   | 向田邦子「あ・うん」                                            | 筒井ともみ | 久世光彦 | 特別番組枠           | 05.4%  |
| 19 (24) | 2001年02月12日 | 風立ちぬ             | 田中裕子   | 向田邦子「父の詫び状」「男どき女どき」                          | 金子成人   | 久世光彦 | 月曜ドラマスペシャル |        |

### 向田邦子終戦特別企画シリーズ
| 作数   | 放送日         | タイトル                 | 主演   | 原作                                               | 脚本     | 監督     | 放送枠               | 視聴率 |
| ------ | -------------- | ------------------------ | ------ | -------------------------------------------------- | -------- | -------- | -------------------- | ------ |
| 1 (14) | 1995年08月07日 | いつか見た青い空         | 岸惠子 | 向田邦子「父の詫び状」「眠る盃」ほか               | 山元清多 | 久世光彦 | 月曜ドラマスペシャル | 18.4%  |
| 2 (16) | 1996年08月12日 | 言うなかれ、君よ、別れを | 岸惠子 | 向田邦子「霊長類ヒト科動物図鑑」「父の詫び状」ほか | 山元清多 | 久世光彦 | 月曜ドラマスペシャル | 14.3%  |
| 3 (18) | 1997年08月04日 | 蛍の宿                   | 岸惠子 | 向田邦子「父の詫び状」「眠る盃」ほか               | 山元清多 | 久世光彦 | 月曜ドラマスペシャル | 17.1%  |
| 4 (20) | 1998年08月10日 | 昭和のいのち             | 岸惠子 | 向田邦子「父の詫び状」「眠る盃」ほか               | 山元清多 | 久世光彦 | 月曜ドラマスペシャル | 16.0%  |
| 5 (22) | 1999年08月09日 | あさき夢見し             | 岸惠子 | 向田邦子「眠る盃」「父の詫び状」ほか               | 山元清多 | 久世光彦 | 月曜ドラマスペシャル |        |

### 向田邦子その他の特別企画作品
| 作数 | 放送日                        | タイトル       | 主演     | 原作                                           | 脚本     | 監督     | 放送枠     | 視聴率 |
| ---- | ----------------------------- | -------------- | -------- | ---------------------------------------------- | -------- | -------- | ---------- | ------ |
| 特1  | 1990年09月21日 1990年09月28日 | 思い出トランプ | 田中裕子 | 向田邦子「大根の月」「男眉」「だらだら坂」ほか | 寺内小春 | 久世光彦 | 特別番組枠 |        |
| 特2  | 2004年01月02日                | 向田邦子の恋文 | 山口智子 | 向田和子「向田邦子の恋文」                     | 大石静   | 久世光彦 | 特別番組枠 |        |
| 特3  | 2009年09月14日                | 母の贈物       | 竹下景子 | 向田邦子「母の贈物」                           | 黒土三男 | 鴨下信一 | 特別番組枠 |        |
| 特4  | 2012年01月02日                | 花嫁           | 泉ピン子 | 向田邦子「花嫁」                               | 黒土三男 | 清弘誠   | 特別番組枠 |        |

## 備考
- シリーズ終了後の向田邦子特別企画作品『向田邦子の恋文』で主演を務めた山口智子は、新聞ラテ欄で「単独」表記されていた。